# Shelley McNamara

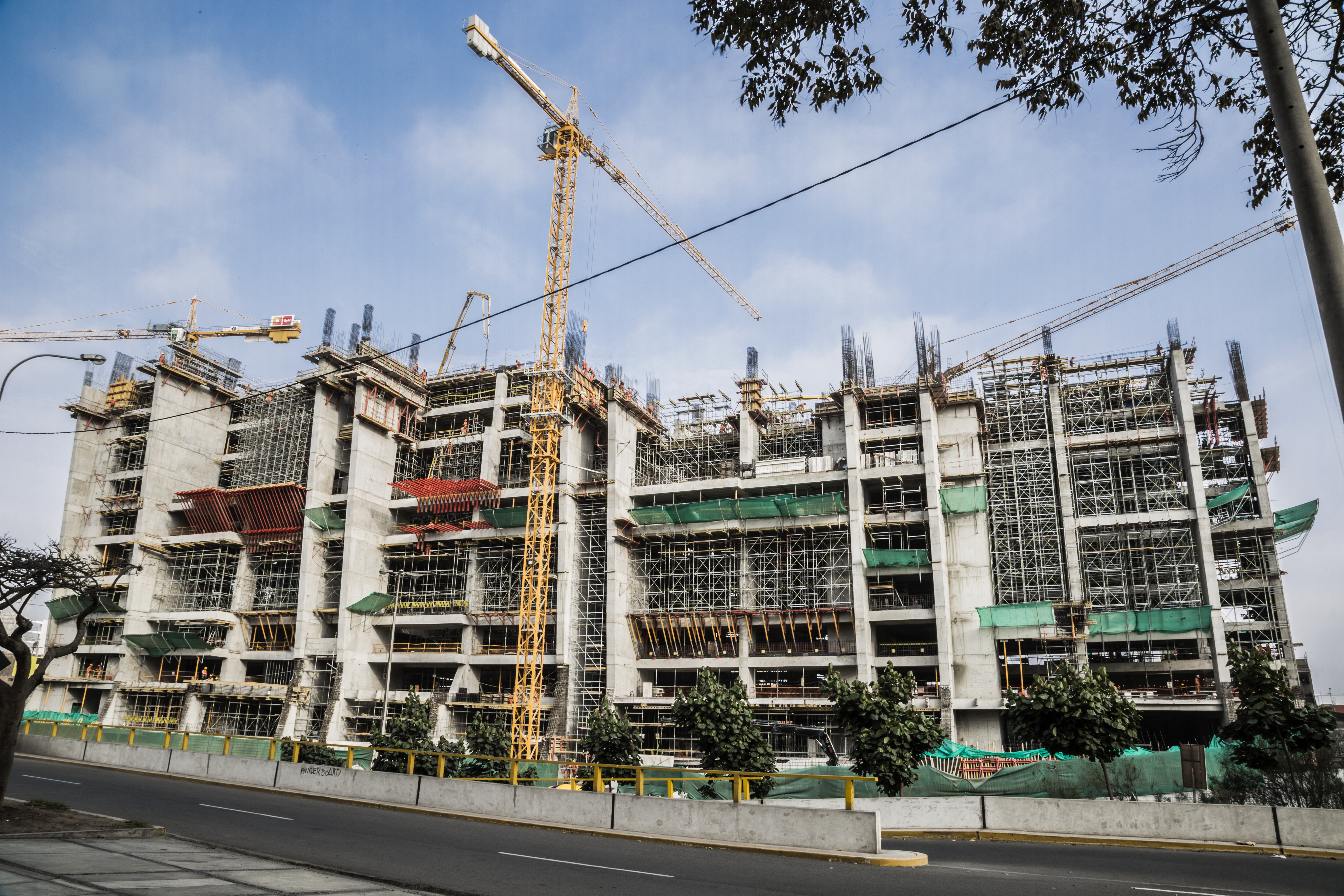
Campus de la UTEC en construcción, Lima

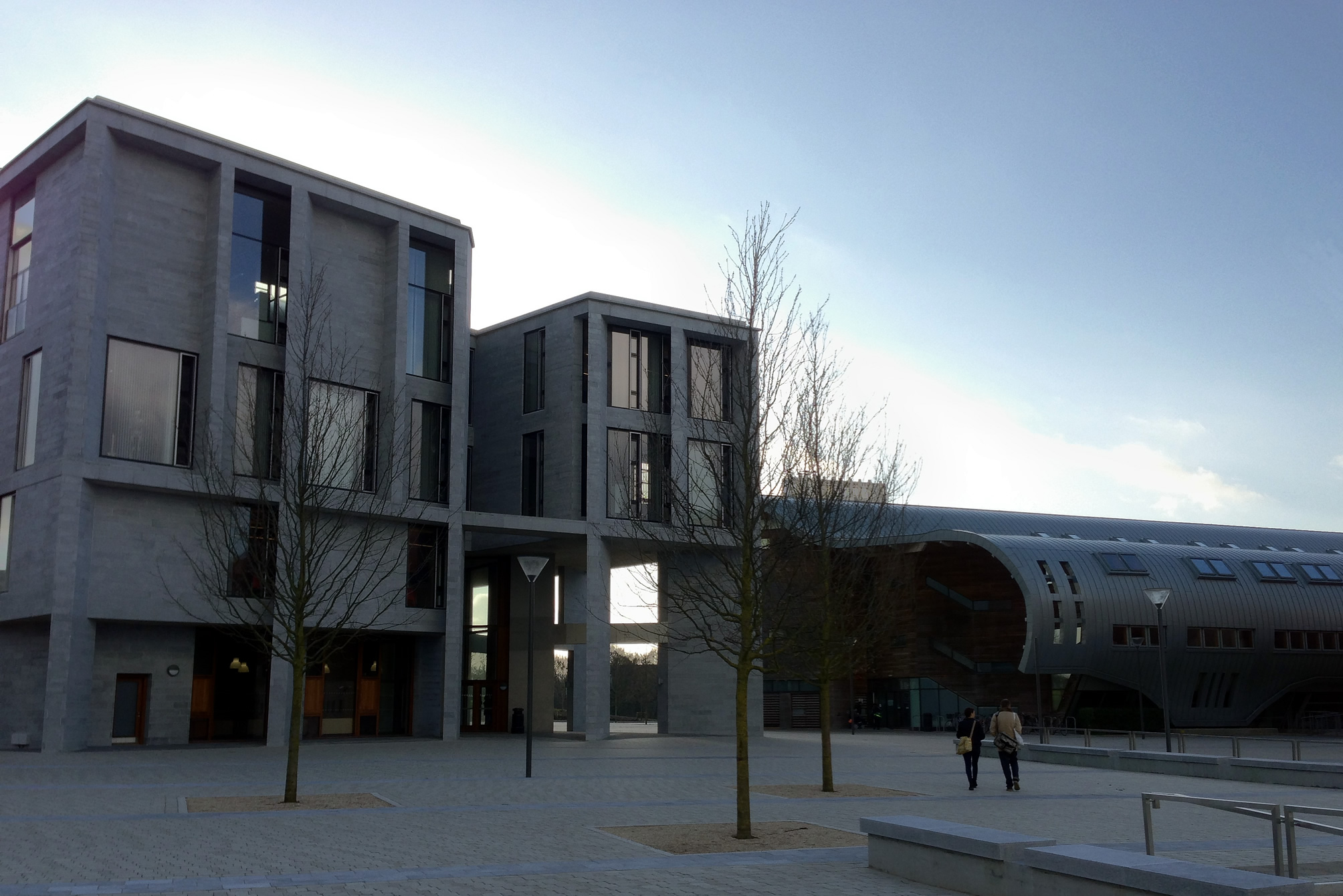
Escuela de Medicina de la Universidad de Limerick

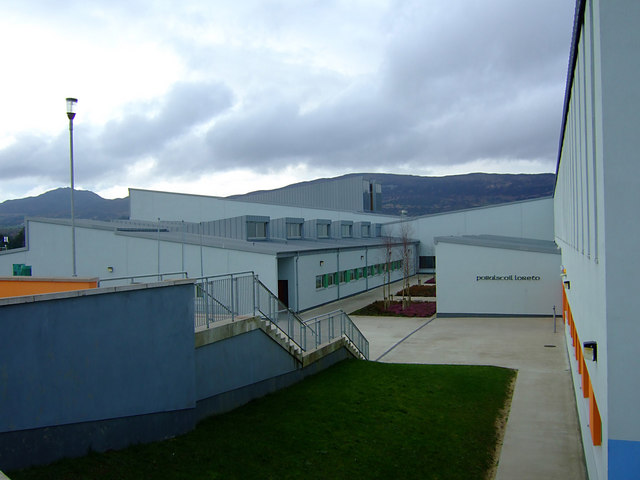
Loreto Community School

Shelley McNamara (Lisdoonvarna, Condado de Clare, 1952) es una arquitecta irlandesa. Es cofundadora de Grafton Architects con Yvonne Farrell. Ganaron el premio World Building of the Year en 2008 por el edificio de la Universidad Bocconi en Milán. En 2015, les otorgaron el Premio Jane Drew por su "enorme influencia" en la profesión, y en 2020 obtuvo el premio Pritzker, junto a la arquitecta Yvonne Farrell.

## Biografía

### Primeros años
Su padre, fue un cantero autodidacta, carpintero, yesero y constructor. McNamara se graduó en el University College de Dublín (UCD) en 1974. Se inspira en arquitectas del pasado y del presente incluyendo Eileen Gray, Flora Ruchat-Roncati, Lina Bo Bardi, Anna Heringer y Carme Pinós.
Es miembro del Instituto Real de los Arquitectos de Irlanda, miembro honorario del Instituto Real de Arquitectos Británicos y miembro electo de Aosdána, la importante organización de artes irlandesa. McNamara es la primera arquitecta incluida en Aosdána.

## Carrera

### Grafton Architects
Junto con Yvonne Farrell, McNamara estableció Grafton Architects en Dublín, Irlanda en 1978. Su arquitectura abarca todas las escalas y programas aunque han sobresalido por sus proyectos de edificios públicos y educativos tanto a nivel local como internacional. Farrell y McNamara son conscientes de que el ejercicio de la arquitectura no es el producto de un solo genio; la arquitectura, afirman, es mucho más grande que eso, es un trabajo colectivo donde la crítica y la discusión de las ideas son estrictamente necesarias. La enseñanza de proyectos cumple un papel de vital importancia en su propio desarrollo como profesionales, donde aprenden, teorizan y obtienen el contrapunto al trabajo en la práctica.
Apuestan por una filosofía del diseño proyectual basada en el encuentro de las palabras y las ideas, la ética y la función pública de la arquitectura. Su motivación es lograr una arquitectura que conjugue su dimensión artística con su misión de satisfacer necesidades humanas, materiales y simbólicas. Consideran la arquitectura como una profesión que tiene que escuchar (lo que se dice y lo que no) para sintonizar con los requerimientos del lugar, tanto físicos como culturales.

### Academia
McNamara ha trabajado en la Escuela de Arquitectura en UCD desde 1976. Poco después de graduarse empezó enseñar en el University College de Dublín, junto con Yvonne Farrell, donde ha enseñado entre 1976 y 2002. En 2015, alcanzó el grado de profesora adjunta en el UCD.
Además McNamara ha sido profesora visitante de la Accademia d'Archittettura de la Oxford Books University, y de la Accademia di Architettura, Mendrisio (2008- 2010), Oslo, EPFL y Lausanne (2010-2011). Fue profesora full time en Mendrisio en 2013. En 2010, ocupó la Cátedra Kenzo Tange en la Harvard Graduate School of Design y la Cátedra Louis Kahn en la Universidad de Yale en otoño de 2011. Actuó como un jurado externo en la Universidad de Cambridge y en la London Metropolitan School of Architecture. Además de enseñar, McNamara ha dado muchas conferencias en escuelas europeas y norteamericanas de Arquitectura.

### Publicaciones
McNamara, junto con Yvonne Farrell, publicó el libro Dialogue and Translation: Grafton Architects en 2014. Este libro comprende el trabajo de la firma y una colección de conferencias que dictaron en la Escuela de Arquitectura, Planificación y Preservación de la Universidad de Columbia. Incluye un comentario crítico de Kenneth Frampton.

### Curaduría
La Bienal de Arquitectura de Venecia anunció que las integrantes de Grafton Architects serán las curadoras de la edición 2018.

## Obras
- 2006: Solstice Arts Centre, Navan, Co.Meath, Irlanda.[11]
- 2008: Waterloo Lane, Dublín 4, Irlanda.[12]
- 2012: Universidad de Limerick Escuela Médica, Limerick, Irlanda.
- 2014: Memoria / Grafton Arquitectos, con la colaboración de ELISAVA para los 300 Años de Espíritu Catalán, España.[13]
- Edificio Paul Marshall, Escuela de Londres de Economía y Ciencia Política (LSE), Londres.
- Campus UTEC- Universidad de Ingeniería & Tecnología, Lima. Concurso 2011, Proyecto 2015

## Premios y Exposiciones
- "Bocconi Projects"en el Pabellón italiano, Bienal de Venecia, ‘Next', 2002.
- Dunshaughlin Oficinas cívicas, Co. Meath, Premio de Arquitectura Contemporánea de la Unión Europea – Premio Mies van der Rohe, 2003.
- Premio World Building of the Year, 2008 para la Universidad Luigi Bocconi en Milán, Italia.[14]
- Universidad Luigi Bocconi nominada para el Premio Mies van der Rohe en 2009.
- Universidad Luigi Bocconi, Premio World Building of the Year, 2008 para Grafton Architects, RAIA, 2009.
- Participación en la Irish Group Exhibition, The Lives of Spaces, Bienal de Venecia, 2010.
- "Architecture as New Geography", León de Plata de la Bienal de Venecia, Exposición de Common Ground, 2012.[15]
- Universidad de Limerick, Escuela de Medicina y Refugio de Autobús, nominados para el Premio RIBA Stirling , 2013.[16]
- Universidad de Limerick, Escuela de Medicina y Residencias Estudiantiles, Piazza y Pérgola, Premio europeo de la RIBA, 2013.
- "Campus de la Universidad de Limerick el campus" exhibido en la muestra Sensing Spaces en la Royal Academy.[17]
- Nominadas para el Premio AJ Mujeres en Arquitectura, 2014.[18]
- Premio Jane Drew, 2015.[2]

| Predecesor: Arata Isozaki | Premio Pritzker de Arquitectura 2020 (Junto con Yvonne Farrell) | Sucesor: Anne Lacaton y Jean-Philippe Vassal |